# Oenothera
- Commons
- Wikispecies

Oenothera L. (vernacular, enotera) é um género botânico pertencente à família Onagraceae.

## Sinonímia
| - Hartmannia Spach - Kneiffia Spach - Megapterium Spach - Onagra Mill. - Pachylophus Spach - Raimannia Rose - Xylopleurum Spach - Anogra Spach | - Blennoderma Spach - Gaurella Small - Lavauxia Spach - Onosuris Raf. - Onosurus G. Don - Peniophyllum Pennell - Usoricum Lunell |

## Espécies

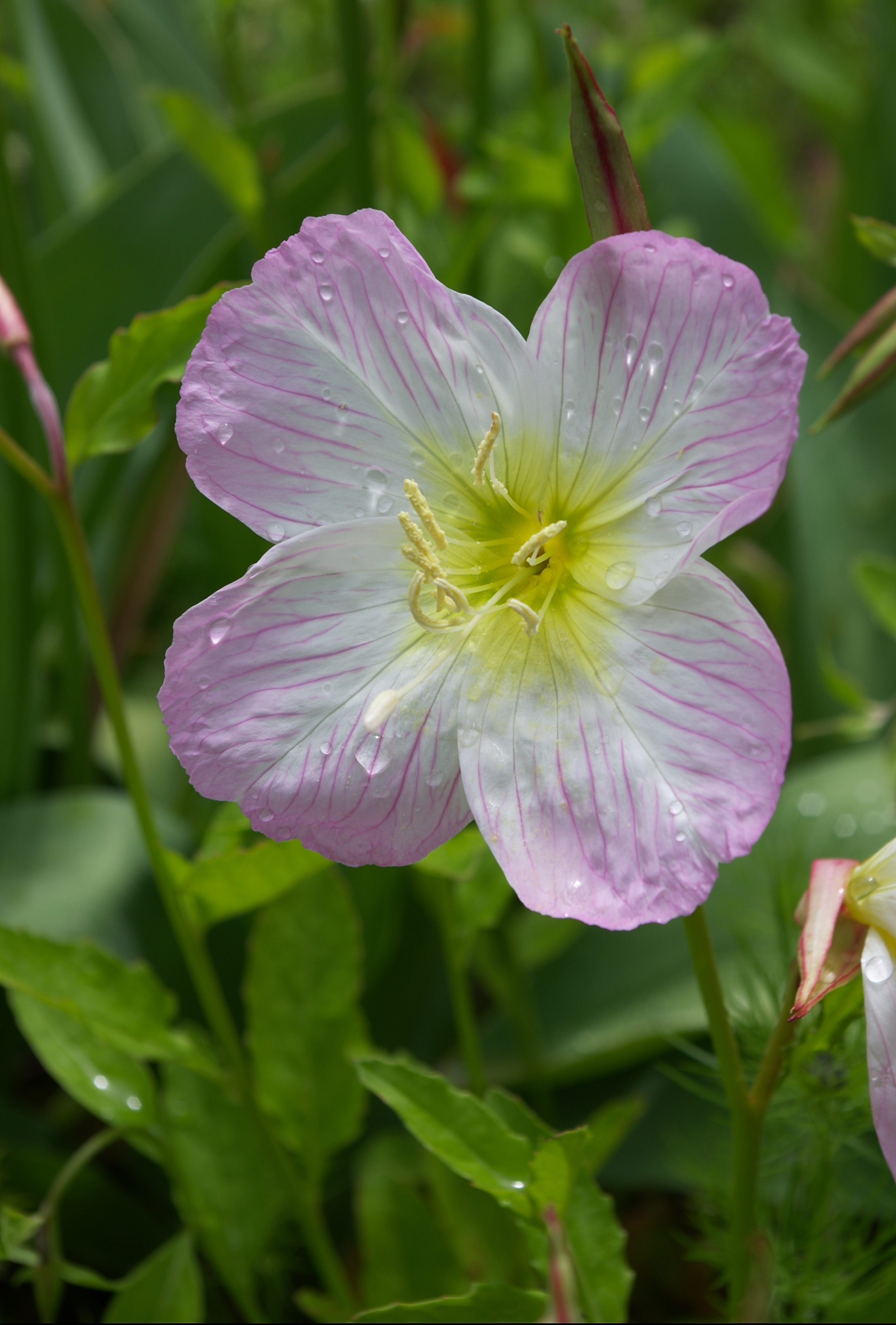
Oenothera speciosa

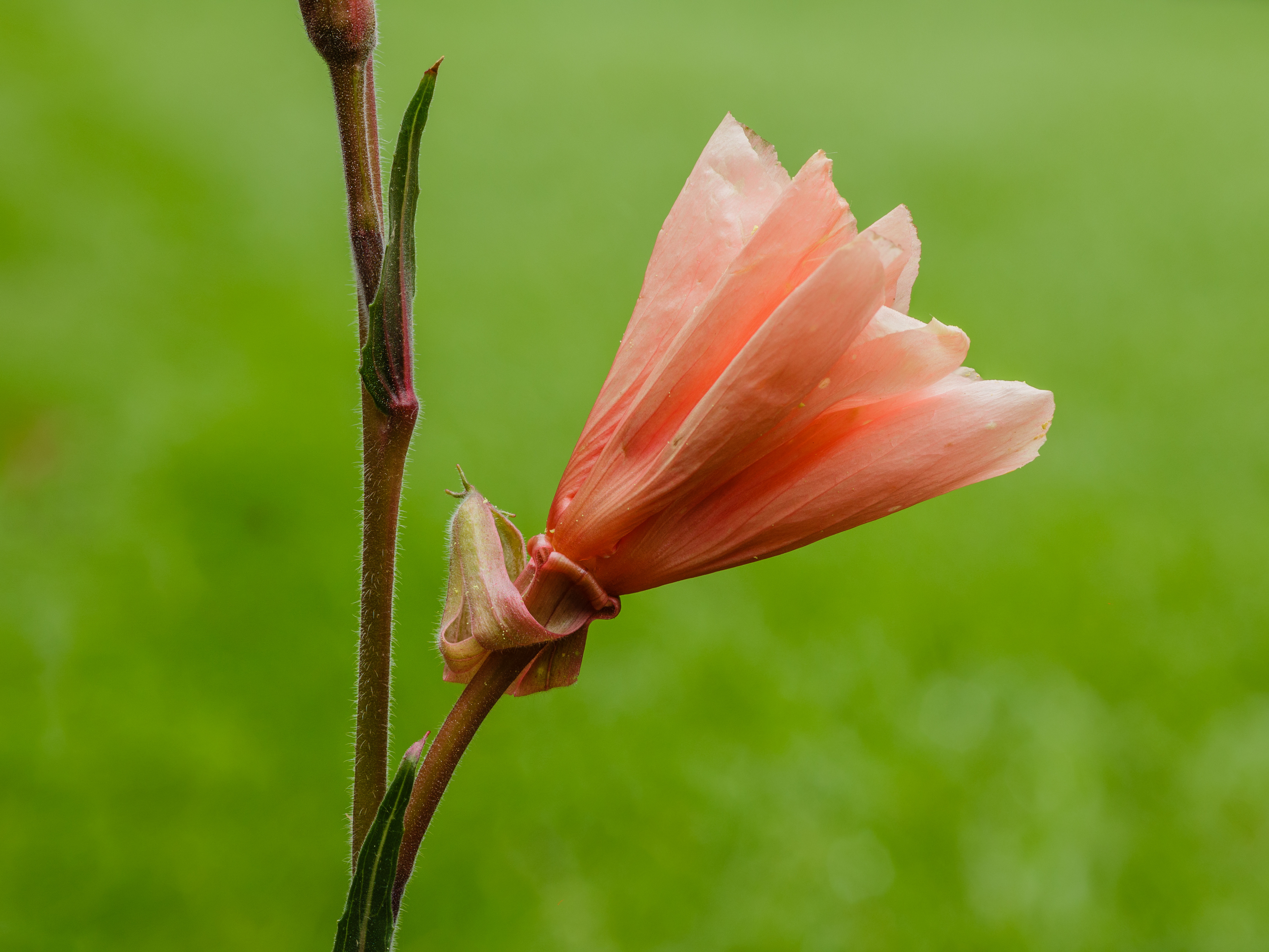
Flor fechada.

| - Oenothera acaulis - Oenothera acutissima W.L. Wagner - Oenothera affinis Cambess. - Oenothera albicaulis - Oenothera argillicola - Oenothera biennis - Oenothera brachycarpa - Oenothera caespitosa - Oenothera californica - Oenothera catharinensis Cambess. - Oenothera coronopifolia - Oenothera coryi - Oenothera deltoides - Oenothera drummondii - Oenothera elata - Oenothera erythrosepala - Oenothera flava - Oenothera fruticosa - Oenothera glazioviana Micheli - Oenothera hookeri - Oenothera indecora - Oenothera jamesii | - Oenothera kleinii W.L. Wagner & S. Mill. - Oenothera kunthiana - Oenothera laciniata - Oenothera longiflora L. - Oenothera longissima - Oenothera macrocarpa - Oenothera missouriensis - oenothera mollissima L. - Oenothera nuttallii - Oenothera odorata - Oenothera pallida - Oenothera parodiana Munz - Oenothera perennis - Oenothera pilosella - Oenothera primiveris - Oenothera rhombipetala - Oenothera rosea - Oenothera speciosa - Oenothera stubbei - Oenothera taraxacoides - Oenothera tetraptera - Oenothera torulosa - Oenothera triloba |

- Lista completa

## Classificação do gênero
| Sistema | Classificação                     | Referência               |
| ------- | --------------------------------- | ------------------------ |
| Linné   | Classe Octandria, ordem Monogynia | Species plantarum (1753) |